# Lianhua Road
Lianhua Road is een station van de metro van Shanghai, gelegen in het district Minhang. Het station werd geopend op 28 december 1996 en is onderdeel van het zuidelijke deel van lijn 1.